# Сазерленд, Аластер, 25-й граф Сазерленд
 Аластер Чарльз Сент-Клэр Сазерленд, 25-й граф Сазерленд (англ. Alistair Charles St. Clair Sutherland, 25th Earl of Sutherland; родился 7 января 1947 года) — британский аристократ и наследственный вождь шотландского клана Сазерленд.

## Биография
Родился 7 января 1947 года. Старший сын Чарльза Ноэля Янсона (1917—2006) и Элизабет Сазерленд-Левесон-Гоуэр, 25-й графини Сазерленд (1921—2019). С самого рождения он носил фамилию своего отца — Аластер Чарльз Сент-Клэр Янсон. С 1947 по 1963 год он был известен как мастер Сазерленд. После того, как его мать унаследовала титул графини Сазерленд в 1963 году, он, как её наследник, носил титул учтивости — лорд Стратнавер и изменил свою фамилию на Сазерленд.
Он учился в Итонском колледже и получил степень бакалавра искусств в колледже Крайст-Черч Оксфордского университета. Он работал в столичной полиции с 1969 по 1974 год, а с 1976 по 1979 год работал в IBM.
После смерти своей матери 9 декабря 2019 года Аластер Чарльз Сент-Клэр унаследовал её дворянский титул как 25-й граф Сазерленд. С этим титулом также связано наследственное достоинство вождя клана Сазерленд. Будучи графом Сазерлендом, он является старейшим и первым графом в системе Пэрства Шотландии.

## Браки и потомство
29 ноября 1968 года он женился на Эйлин Элизабет Бейкер, дочери Ричарда Уилера Бейкер Младшего. Брак был расторгнут в 1980 году. От первого брака родились две дочери:
- Достопочтенная Рэйчел Элизабет Сазерленд (род. 10 августа 1970);
- Достопочтенная Розмари Миллисент Сазерленд (род. 10 сентября 1972);

21 марта 1980 года вторым браком женился на Джиллиан Мюррей, дочери Роберта Мюррея. С ней у него есть сын и дочь:
- Александр Чарльз Роберт Сазерленд, лорд Стратнавер (род. 1 октября 1981);
- Достопочтенная Элизабет Сазерленд (род. 24 апреля 1984).